# Miguel de León
Miguel Ángel de León López (Caracas, 23 de febrero de 1962) es un actor venezolano.

## Biografía
Es hijo de Teógenes y María del Carmen, inmigrantes canarios que llegaron a Venezuela en los años 50. 
Comenzó sus estudios de actuación con el maestro Ricardo Acosta en 1982, en el Taller Universitario de Teatro "Macanillas" del Colegio Universitario de Caracas. Allí se educó durante 5 años. 
En 1988, realiza un taller de actuación para televisión dirigido por la actriz Amalia Pérez Díaz en la Academia Nacional de Ciencias y Artes del Cine y la Televisión. 
Aparte de actuación, Miguel estudió 2 semestres de ingeniería, 4 años de administración y 2 semestres de antropología; no pudo concluir ninguna de estas carreras porque ya había comenzado a trabajar en la televisión y el tiempo para el estudio cada vez fue menor.
Su primer trabajo en teatro fue Trópico, un homenaje al maestro cubano de la poesía Nicolás Guillén y a continuación Un Dios que se hacía remolinos de viento, creaciones colectivas del Taller de teatro universitario "Macanillas", dirigidas ambas por Ricardo Acosta.
Incursionó por primera vez en Televisión en el programa de música folklórica venezolana "La Cultura Popular", entre 1985 y 1987 presentando 46 emisiones del mismo. Este programa fue producido por Yolanda Oronóz y Miguel Ortega para la División de Tecnología Educativa del Ministerio de Educación y transmitido por el Canal 5 (canal del estado para ese momento) los domingos a las 5:00 pm.
Participó en QEPD (Que en Paz Descanse) de José Martínez Queirolo, Batman y Robin de Alberto Gómez y Carita de ángel, las nuevas aventuras en vivo. 
También formó parte de los elencos de la película Señora Bolero de Marilda Vera 1988 y del tercer capítulo de la serie para la televisión europea Río Verde.
La primera telenovela en la que participó fue Sueño contigo. Luego continuó trabajando en diversas producciones dramáticas de televisión en Venezuela como La millonaria, Señora, Abigaíl, Fabiola, La revancha, Caribe, Kassandra, Amor de papel, María Celeste, Como tú ninguna y Sol de tentación.
En 1997, Miguel se casó con Gabriela Spanic. Antes había estado casado con Nubia Quilarque.
En ese mismo año viaja a México y permanece allí durante siete años participando en La usurpadora, Nunca te olvidaré, Gotita de amor, Carita de ángel, ¡Vivan los niños! Alegrijes y rebujos y Mariana de la noche.
Entre 2001 y 2002 trabajó en dos episodios de la serie Mujer, casos de la vida real.
En noviembre de 2002, se hace pública la noticia de su separación de Gabriela Spanic, y en el 2003 queda definitivamente divorciado.
En 2004, marca su retorno a Venezuela para participar en la telenovela Sabor a ti.
A finales ese año conoce a su actual esposa y madre de sus dos hijos, Jeniffer Bracaglia.
Posteriormente y ya fijada nuevamente su residencia en Venezuela participa en las telenovelas Los querendones, "Aunque mal paguen", "La Viuda Joven", y "Mi ex me tiene ganas". En el 2013 vuelve a trabajar para Televisa, formando parte de los elencos de "Las Bandidas" y "La virgen de la calle".
En 2014, protagoniza el piloto de Escándalos llamado "El lado oscuro", primero de una serie de unitarios para televisión producidos por VIP2000 y posteriormente protagoniza el dramático Amor secreto, dando vida al empresario Leonardo Ferrándiz junto a la actriz Alejandra Sandoval. Con este personaje Miguel de León arrebata el récord a Jean Carlo Simancas como el actor venezolano más maduro que ha alcanzado un papel protagónico.
En noviembre de 2015, participa en un segundo unitario de Escándalos titulado "El doble", basado en la leyenda urbana de la suplantación de Paul McCartney tras su su supuesta muerte en un accidente y en el demo piloto de la serie Prueba de Fe llamado "El Papa Santo - Juan Pablo Segundo"
En agosto de 2016, participa en la miniserie Cumbres borrascosas, primera de un formato llamado "zapnovelas" por sus productores (VIP2000 e Idea Audiovisual), haciendo referencia a un nuevo género de novelas para tv con duración de cinco capítulos.
Su trabajo como actor ha sido objeto de múltiples galardones y reconocimientos,  entre ellos destacan: Los Premios de la "Casa del Artista"; "Venus de la Prensa" y "Mara de Oro". Miguel quiere ser actor hasta que muera.

## Trayectoria

### Telenovelas
| Año  | Título                | Personaje                      |
| ---- | --------------------- | ------------------------------ |
| 2015 | Amor secreto          | Leonardo Ferrándiz Aristizábal |
| 2013 | La virgen de la calle | Rogelio Rivas                  |
| 2013 | Las bandidas          | Gaspar Infante                 |
| 2012 | Mi ex me tiene ganas  | Franco Rosas                   |
| 2011 | La viuda joven        | Vespaciano Calderón            |
| 2007 | Aunque mal paguen     | Alejandro Aguerrevere          |
| 2006 | Los querendones       | Valentín Alcantara             |
| 2004 | Sabor a ti            | Leonardo Lombardi              |
| 2004 | Mariana de la noche   | José Ramón Martínez            |
| 2003 | Alegrijes y rebujos   | Antonio Domínguez              |
| 2002 | ¡Vivan los niños!     | Alonso Gallardo                |
| 2000 | Carita de ángel       | Luciano Larios Rocha           |
| 1999 | Nunca te olvidaré     | Dr. Leonel Valderrama          |
| 1998 | Gotita de amor        | Ulises Arredondo               |
| 1998 | La usurpadora         | Douglas Maldonado              |
| 1996 | Sol de tentación      | Armando José Santalucía        |
| 1995 | Como tú ninguna       | Raúl de la Peña                |
| 1994 | María Celeste         | Santiago Azpúrua               |
| 1993 | Amor de papel         | Diego del Corral               |
| 1992 | Kassandra             | Ernesto Rangel                 |
| 1990 | Caribe                | Enrique Bustamante             |
| 1989 | Fabiola               | Alejandro Fuentes              |
| 1989 | La revancha           | Leonardo                       |
| 1988 | Abigaíl               | Médico fisiatra                |
| 1988 | Señora                | Instructor de natación         |
| 1988 | La millonaria         |                                |
| 1987 | Sueño contigo         |                                |

### Cine
- Señora Bolero de Marilda Vera (1988)

### Series
- Río Verde / Les aventuriers du Río Verde Tercer Capítulo. Dirigida por Duccio Tessari (1992)

### Miniseries
- Cumbres borrascosas - Comisario Ferro - (2016)

### Teatro
- Trópico. Homenaje a Nicolás Guillén - Creación colectiva (1984)
- Un Dios que se hacía remolinos de viento Creación colectiva (1985)
- Q.E.P.D. de José Martínez Queirolo (1987)
- Batman y Robin Adaptación de Alberto Gómez (1989)
- Carita de ángel, las aventuras en vivo (2002)

### Unitarios para Televisión
- Horóscopo fatal - (1991)
- Nuestra Señora de Coromoto - Encomendero Juan Sánchez - (1995)
- Mujer, casos de la vida real - Televisa - Belleza en flor (2001) y Agonía / Tres hermanos (2002)
- Escándalos - El lado oscuro - Cristóbal Rellán - (2014) y El doble - Paulo Martinelli- (2015)[9]
- Prueba de fe - El Papa Santo, Juan Pablo Segundo - Padre Adolfo - (2015)